# Jeffrey Webb
Pour les articles homonymes, voir Webb.
Jeffrey Webb, né le 24 septembre 1964, est un homme d'affaires et dirigeant de football, président de la Confédération de football d'Amérique du Nord, d'Amérique centrale et des Caraïbes (CONCACAF) depuis le 23 mai 2012.

## Biographie

### Carrière
Jeffrey Webb devient président de la Fédération des îles Caïmans de football (CIFA) en 1991.
Webb est le directeur de la Fidelity Bank, une banque des îles Caïmans. Il est aussi copropriétaire d'une chaîne de boulangeries dans le pays.
En février 2012, le président de la Fédération de Jamaïque de football Horace Burrell (en) le soutient publiquement à sa candidature à la présidence de la CONCACAF. En mars 2012, il est le seul candidat à la présidence dont l'élection a lieu en mai 2012. Il est élu le 23 mai 2012.

## Affaires judiciaires
Le 27 mai 2015, il est arrêté à Zurich et placé en détention. Avec plusieurs responsables, il est soupçonné par la justice américaine de faits de corruption, de racket, d'escroquerie et de blanchiment d'argent. Le lendemain, il est destitué, à titre provisoire, de son poste de président de la CONCACAF.
En novembre 2015, Webb a plaidé coupable de racket, de fraude électronique et de blanchiment d'argent et a en outre accepté de renoncer à plus de 6,7 millions de dollars américains.